# Mohd Hassan Marican
Tan Sri Mohd Hassan Marican (* 18. Oktober 1952 in Sungai Petani, Kedah) ist ein malaysischer Manager.
Marican war von 1995 bis zum 9. Februar 2010 Vorsitzender (Chairman) des malaysischen Unternehmens Petronas und leitete das Unternehmen neben dem Geschäftsführer Shamsul Azhar Abbas (CEO).
Er ist beratendes Mitglied der Malaysischen Regierung und Mitglied des Vorstandes des Khazanah Nasional.